# Залыжня
Залыжня (укр. Залижня) — село в Сокальской городской общине Шептицкого района Львовской области Украины.
Население по переписи 2001 года составляло 300 человек. Занимает площадь 1,25 км². Почтовый индекс — 80032. Телефонный код — 3257.